# Boromata
Boromata ist ein osttimoresischer Ort im Suco Cotolau (Verwaltungsamt Laulara, Gemeinde Aileu).

## Geographie
Der Weiler Boromata liegt im Norden der Aldeia Ramerlau, in einer Meereshöhe von 661 m. Der Ort liegt auf der Südseite der Überlandstraße, die die Landeshauptstadt Dili im Norden mit den Städten Maubisse und Aileu im Süden verbindet. Das Gebiet nördlich der Straße gehört zum Suco Balibar (Verwaltungsamt Cristo Rei, Gemeinde Dili). In direkter Nachbarschaft liegen östlich das Dorf Lacoto (Suco Balibar) und westlich das Dorf Fatu Naba (Suco Dare, Verwaltungsamt Vera Cruz). Beide Siedlungen haben auch Gebäude auf der Südseite der Straße, die zur Aldeia Ramerlau gehören.